# Мадонна Оньїссанті
«Мадонна Оньїсанті» (також знана як «Маеста́» або «Мадонна на троні зі святими») (італ. Maestà di Ognissanti) — картина італійського живописця Джотто ді Бондоне (1266—1337). Створена у період між 1306–1310 роками і призначалась для головного вівтаря церкви Оньїсанті (Усіх Святих). Зберігається у колекції Галереї Уффіці у Флоренції.

## Історія
«Мадонна Оньїссанті» («Маеста́»), яка є однією із найголовніших робіт Джотто ді Бондоне, була написана між 1306–1310 роками для головного вівтаря флорентійської церкви Оньїссанті (Усіх Святих), монастирської церкви ордену монахів-гуміліатів. Орден гуміліатів займався переробкою і продажем дешевої вовни для благодійних цілей. Разюча простота хітону Богоматері із незабарвленої тканини, ймовірно, натякає на це.
Ймовірно, ікона первісно розміщувалась на правому вівтарі леттнера (стінці, що відділяє хори від приміщення для непосвячених), що підтверджується перспективою архітектури трону, який розрахований на глядача, що стоїть ліворуч навкіс.
Після того як церква і конвент наприкінці XVI століття були передані францисканцям, ікона Джотто знаходилась, імовірно, в одному із сусідніх приміщень до кінця XVII століття, поки Наполеон декретом 1810 року не розпустив флорентійські монастирі, і тоді вона опинилась в Академії.

## Опис

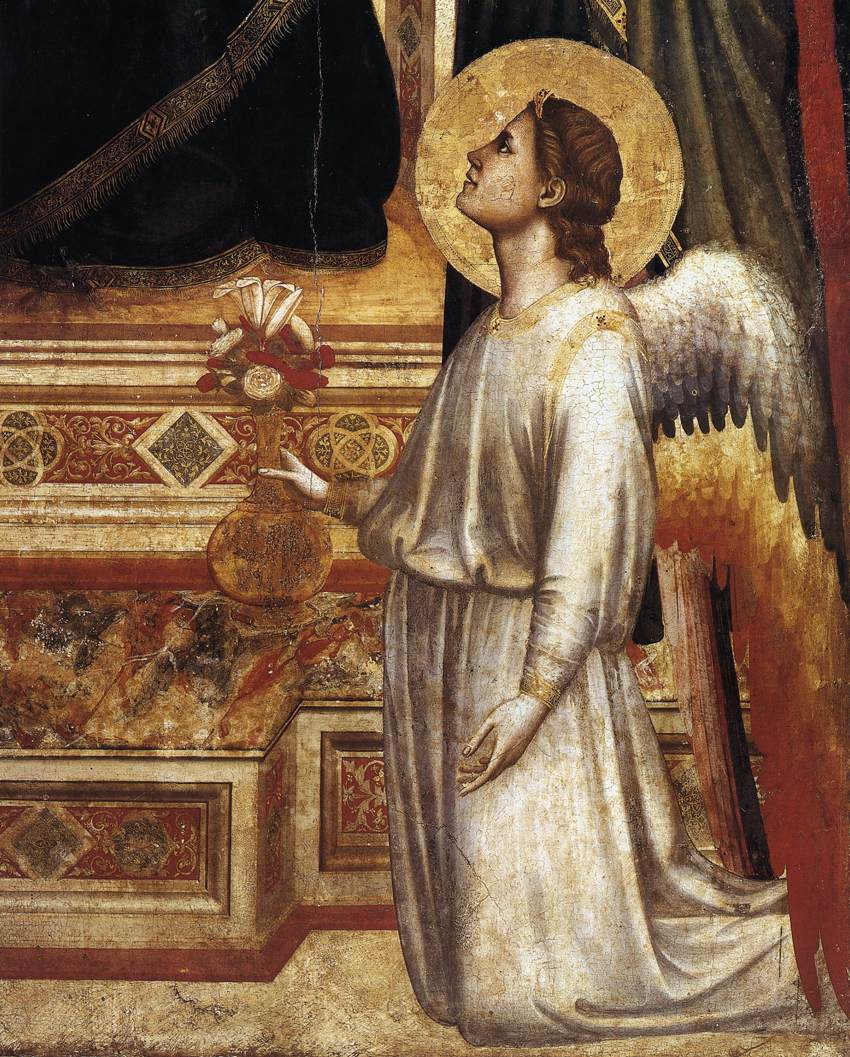
Деталь. Янгол тримає у руці вазу з квітами

Прикраси трону Богоматері нагадують різнокольоровий мармур, який використовувався для прикрашення церков того періоду, а сходи дозволяють глядачу наблизитися до неї, нагадуючи про її роль заступниці. Святі і янголи розміщені симетрично праворуч і ліворуч від Богоматері. Їхній погляд спрямований на немовля Ісуса. Атмосферу благоговіння підкреслюють зображені на передньому плані два янголи на колінах, що тримають вази з ліліями і червоними квітами. Білий колір асоціюється із чистотою і народженням Богородиці, а червоний колір — зі смертю Ісуса Христа на хресті. Лише одна Богоматір дивиться на глядача. Її сидяча фігура цілком об'ємна і вагома.
Частково оновлене під час останньої реставрації ювелірне трактування кольору у сукупності з декоративними особливостями підкріплюють давно відмічену спорідненість цієї ікони із фресками Джотто для каплиці дель Арена у Падуї, виконаних у 1303–1305 роках. І хоча Богоматір із немовлям наслідує візантійський іконографічний тип Одигітрії, своєю реалістично переданою тілесністю вона виглядає інакше у панорамі італійського живопису початку XIV століття. Це стосується і натуралістично змальованих дірок від сучків дерев'яного помосту, на який Богоматір поставила ноги, оберігаючи від холоду мармурової підлоги; те саме стосується і скам'янілих мушель, якими устелена земля під янголами на колінах, які повинні, ймовірно, нагадувати рожеву гальку Верони.
Внутрішня велич форм, могутні пропорції фігур, стримана виразність поз і жестів, що відрізняють, зокрема, фігури янголів біля підніжжя трону Богоматері, якій вони скромно, але з достоїнством простягають квіти, ясність просторового рішення, виважена рівновага між перспективними і площинними ефектами — найкращі композиції каплиці дель Арена переведені тут на мову станкового живопису. Якщо раніше священні події зображувались відстороненими від усього земного художньою мовою, то Джотто показує їх в урочисто піднесеній, однак чітко представленій реально, відчутній дійсності. Особливо наочно це помітно у порівнянні зі створеною між 1280–1290 роках «Маеста́» Чімабуе, монументальною іконою із церкви Святої Трійці у Флоренції, яка, як і ікона Джотто, тепер зберігається в Уффіці (обидві знаходяться в одній залі — № 2 «XIII ст. і Джотто»).